# Andreas Ebeltofft
Andreas Ebeltofft, född 1683 i Karlshamns församling, död 31 januari 1736, var en svensk borgmästare, riksdagsledamot och politiker.

## Biografi
Andreas Ebeltofft föddes 1683 i Karlshamns församling och var son till en rådman. Ebeltofft blev borgmästare i Karlskrona och avled 1736.
Ebeltofft var riksdagsledamot för borgarståndet i Karlskrona vid riksdagen 1720 och riksdagen 1723.